# Guido Achille Mansuelli
Guido Achille Mansuelli (* 15. April 1916 in Monopoli; † 21. Mai 2001 in Bologna) war ein italienischer Klassischer Archäologe und Etruskologe.

## Leben
Mansuelli studierte an der Universität Bologna Archäologie. Von 1949 bis 1956 war er als Inspektor der Antikenbehörde (Soprintendenza) der Emilia-Romagna tätig, von 1956 bis 1961 war er Direktor der Uffizien in Florenz und von 1961 bis 1963 Leiter der Antikenbehörde der Emilia-Romagna (soprintendente). Ab 1964 war er Professor für Archäologie und Griechische Kunst an der Universität Pavia und ab 1967 an der Universität Bologna. In Bologna war er ab 1972 Professor für Etruskologie und italienische Archäologie. 1986 wurde er emeritiert. Er organisierte die Museen in Spina und Marzabotto und Ausstellungen wie Mostra dell'Etruria padana e della città di Spina (Bologna 1960) und Arte e civiltà romana nell'Italia settentrionale dalla repubblica alla tetrarchia (1964).
Mansuelli befasste sich neben der Etruskologie besonders mit Architektur und Urbanistik und den kulturellen Beziehungen von Rom zu den Provinzen Italiens. Er grub viel in der Emilia-Romagna aus, unter anderem Marzabotto, die Villa Romani in Russi, in Ravenna, Spina und mit Raymond Bloch in Casalecchio di Reno.
1971 wurde er Mitglied der Accademia dei Lincei und erhielt 1977 deren Preis für Archäologie. 1983 erhielt er die Goldmedaille des Präsidenten der Republik Italien. 

## Schriften (Auswahl)
- Ricerche sulla pittura ellenistica. Riflessi della pittura ellenistica nelle arti minori. 1950
- L'Europa antica. Geografia e topografia storica In: Enciclopedia classica della SEI Bd. 10, sez. 3, 4, 1957, S. 313–558
- Galleria degli Uffizi. Le sculture. 2 Bände, 1958, 1961
- Le ville del mondo romano. 1958,
- mit R. Scarani: L’Emilia prima dei Romani. Mailand 1961
- I Cisalpini (III sec. a.C.-III sec. d.C.). 1962
- Etrurien und Anfänge Roms (Kunst der Welt). Holle-Verlag, Baden-Baden 1963
- Le stele romane del territorio ravennate e del basso Po. Inquadramento storico e catalogo. 1967
- mit Raymond Bloch: Les civilisations de l'Europe ancienne., 1967 (italienische Übersetzung 1984)
- Architettura e città. Problemi del mondo classico. 1970
- Guida alla città etrusca di Marzabotto., Bologna 1971
- mit Ermanno A. Arslan, Daniela Scagliarini Corlaìto: Urbanistica e architettura della Cisalpina romana fino al III sec. e.n. 2 Bände, Brüssel 1971
- mit Massimo Pallottino, Aldo Prosdocimi (Hrsg.): Popoli e civilta dell´Italia antica. 7 Bände, Rom 1974–1978
- mit Luciano Laurenzi, S. Lagona: Arte romana: pittura, arti minori. Rom 1979
- Roma e il mondo romano, in der Reihe: Storia universale dell'arte. Sezione prima. Le civilta antiche e primitive, 2 Bände: I. Dalla media repubblica al primo impero (II sec. a.C.-I sec. d.C.); II. Da Traiano all'antichità tarda (I-III sec. d.C.), Turin 1981
- Roma e le province. Topografia, urbanizzazione, cultura. 1985
- L’ultima Etruria: aspetti della romanizzazione del paese etrusco. Gli aspetti culturali e sacrali. Patron, Bologna 1988
- La fine del mondo antico. Turin 1988

Mansuelli war Mitarbeiter an der Enciclopedia dell’Arte Antica, Classica e Orientale.